# Jacques Jacquesson
 (décembre 2014).
Jacques Paul Eugène Jacquesson, né à Brionne le 24 décembre 1912 et mort à Antony le 17 mars 1996, est un militaire et ingénieur atomiste français.

## Biographie
- 1912 Naissance de Jacques Paul Eugène le 24 décembre 1912 à Brionne (Eure).
- 1924 Entre au collège Jules-Simon de Vannes (Morbihan).
- 1928 Entre en seconde au lycée privé Saint-François-Xavier de Vannes (Morbihan).
- 1929 Baccalauréat série A prime avec la mention bien.
- 1930 Prix Henri Goubaux au collège Saint-François-Xavier à Vannes (prix décerné à l’élève qui a mérité pendant ses deux dernières années de collège les meilleures notes de Mathématiques) – Concours général classe mathématique délivré par l’université catholique d’Angers.
- 1932 Entrée à École polytechnique, promotion les carrés d’X, 139e promotion de l’école. Cette promotion comprenaient également le frère de l’écrivain Hervé Bazin[2] et le grand résistant André Dewavrin, plus connu sous le nom de Colonel Passy.
- 1934 Intègre l’École d’artillerie de Fontainebleau (Seine-et-Marne) le 1er octobre en tant que sous-lieutenant.
- 1936 J. Jacquesson est nommé le 1er octobre lieutenant d’Artillerie et est affecté à Vernon dans le 11e régiment d’Artillerie.
- 1939 Jacques Jacquesson est muté à Tours en avril 1939. Il partira pour à la seconde guerre mondiale début octobre alors qu’il est lieutenant commandant la 3e batterie du 404e RA DCA à Tours.
- 1940 Il est capturé le 22 juin 1940 et passera cinq ans de captivité dans Oflag VI-C (de) Eversheide/Osnabrück dans le Nord-Ouest de l’Allemagne actuelle en Basse-Saxe ainsi que dans l’Oflag VI-D Münster (2 000 officiers français).
- 1941 Est nommé au grade de Capitaine alors qu’il est à l’Oflag VI D.
- 1945 Oflag VI-D est libéré en mai 1945 par l’armée américaine. J. Jacquesson revient de captivité le 18 mai.
- 1948 Cycle de Brevet Technique au Laboratoire de physique des rayons X de Maurice de Broglie
- 1949 Stage en laboratoire au Commissariat à l'énergie atomique (CEA) au fort de Châtillon– Est détaché dans le service de la pile Zoé. Le physicien Denis Breton mentionne dans son livre Confession atomique d’un électron libre que Jacques Jacquesson, ingénieur militaire était envoyé pour lorgner la recherche atomique civile.
- 1950 Entre en octobre à l’École d'état-major avec des stages à Coëtquidan, Montargis (transmissions), Allemagne (Artillerie), Angers (Génie), etc.
- 1951 Est nommé à la tête du groupement Y au fort d’Aubervilliers où étaient étudiés les moyens et méthodes de protection contre les effets des armes nucléaires.
- 1953 Rédige avec J. Bourgeois et P. Zaleski un rapport intitulé Répartition de la densité de neutrons thermiques dans un milieu diffuseur semi-infini irradié par un flux normal à sa surface N° de rapport CEA-R-205 disponible à la bibliothèque du CEA Saclay http://www-ist.cea.fr/
- 1955 Est alors chef d’escadron (commandant), chef du Groupement atomique de la Section technique de l’Armée et rédige deux articles dans la Revue de Défense nationale d’avril « De la radioactivité naturelle à la fission » en avril 1955 et « De la Fission à la Fusion » en mai 1955 http://www.defnat.com/
- 1957 J. Jacquesson est appelé par Pierre Billaud pour lui succéder au poste de Responsable du service expérimentale B3 de la DAM (Direction des Applications Militaires) au CEA à Bruyères-le-Châtel. Ce service est plus particulièrement chargé des mesures, de la mise au point du diagnostic de la bombe A (c’est-à-dire des sondages internes effectués au moment du tir et permettant de se rendre compte du développement du phénomène de l’explosion).
- 1958 Le lieutenant-colonel Jacquesson est nommé chevalier de la Légion d'honneur par décret du 18 décembre 1958.
- 1960 Le colonel Jacquesson est étroitement impliqué dans l’opération Gerboise bleue et assiste au tir de M1 qui est effectué le samedi 13 février 1960 à 7 heures du matin à Reggane dans le désert du Sahara en Algérie Le général Buchalet prononce une allocution dans laquelle il cite entre autres Jacques Jacquesson parmi les artisans du succès.
- 1967 Jacques Jacquesson est nommé officier de l’ordre national du Mérite le 7 décembre 1967 en qualité de chef de service à la Direction des Applications Militaires du CEA.
- 1972 Est nommé le 1er mars directeur du Centre d’études CEA de Limeil-Brévannes (CELV). Le Centre de Limeil-Brévannes comptait entre 800 et 900 personnes, surtout des ingénieurs, et était considéré comme le centre « grosses têtes » de la DAM.
- 1978 Prend sa retraite à l’âge de 66 ans après 31 ans passés au CEA.
- 1996 Meurt le 17 mars 1996 à Antony des suites d’une maladie respiratoire.